# Libro contabile
Un libro contabile, o registro contabile, è un documento nel quale (e mediante il quale) viene mantenuta la contabilità aziendale. Tra i principali documenti contabili si annoverano i seguenti:
- il libro giornale;
- l'inventario;
- il piano dei conti ed il libro mastro.

In base alle scritture contabili annotate in tali documenti viene redatto, al termine di ogni esercizio aziendale, il bilancio d'esercizio ed, in particolare, due dei documenti contabili dai quali quest'ultimo è composto: lo stato patrimoniale ed il conto economico.

## Le scritture contabili dell'imprenditore commerciale
A norma dell'art. 2214 c.c., la tenuta delle scritture contabili è obbligatoria per tutti gli imprenditori commerciali, con esclusione del piccolo imprenditore e dell'imprenditore agricolo, e per tutte le società, esclusa la società semplice.
L'imprenditore commerciale:
"[...] deve tenere il libro giornale e il libro degli inventari. Deve altresì tenere le altre scritture contabili che siano richieste dalla natura e dalle dimensioni dell'impresa e conservare ordinatamente per ciascun affare gli originali delle lettere, dei telegrammi e delle fatture ricevute, nonché le copie delle lettere, dei telegrammi e delle fatture spedite".
Pertanto, le scritture necessarie per un'ordinata contabilità variano a seconda delle dimensioni e del tipo di attività dell'impresa (scritture contabili relativamente obbligatorie), mentre il libro giornale, il libro degli inventari e gli originali della corrispondenza commerciale sono obbligatori per esplicita previsione normativa (scritture contabili assolutamente obbligatorie).
Il libro giornale (art. 2216 c.c.) contiene le operazioni relative all'attività d'impresa secondo un ordine cronologico; non è necessario che le annotazioni avvengano ogni giorno ma anche ad intervalli maggiori, purché sia rispettata la sequenza temporale.
Il libro degli inventari (art. 2217 c.c.) è un registro periodico-sistematico e deve redigersi all'inizio dell'esercizio dell'impresa e successivamente ogni anno, includendo la descrizione e la valutazione delle attività e delle passività dell'impresa e quelle personali dell'imprenditore ed estranee alla stessa. L'inventario si chiude con il bilancio, comprensivo dello stato patrimoniale e del conto economico ed è disciplinato dagli artt. 2423 ss. c.c.
Inoltre, l'imprenditore (anche piccolo o agricolo) deve tenere i libri e le scritture contabili previsti dalla legislazione tributaria e lavoristica.

### La tenuta della contabilità
Le scritture contabili devono essere redatte nell'osservanza di formalità estrinseche ed intrinseche.
Le prime stabiliscono che il libro giornale e il libro degli inventari devono essere numerati progressivamente pagina per pagina prima di essere messi in uso.
Le formalità intrinseche, secondo le norme di ordinata contabilità, richiedono che le scritture contabili siano redatte senza spazi in bianco, interlinee e abrasioni, consentendo la leggibilità anche delle parole cancellate (art. 2219 c.c.). Inoltre, le scritture contabili devono essere conservate per la durata di 10 anni, insieme alla corrispondenza commerciale, e possono essere anche tenute su supporto informatico (art. 2220 c.c.).

### Efficacia probatoria delle scritture contabili
Le scritture contabili possono essere utilizzate come mezzo di prova a favore e contro l'imprenditore:
- possono essere utilizzate da un terzo come mezzo processuale di prova contro l'imprenditore che le tiene secondo le regole generali; tuttavia chi vuol trarne vantaggio non può scinderne il contenuto, dato che possono essere equiparate a dichiarazioni di natura confessoria (art. 2709 c.c.); il giudice può ordinarne la comunicazione e l'esibizione (art. 2711 c.c.);
- in deroga alle regole generali, l'art. 2710 c.c. contiene una norma di favore per l'imprenditore, il quale può utilizzare le scritture contabili come prova contro i terzi. A tal fine, è necessario che sussistano tre condizioni:

1. le scritture devono essere regolarmente tenute;
2. l'altra parte deve essere un imprenditore;
3. la controversia deve avere ad oggetto rapporti inerenti all'esercizio dell'impresa.

## I libri sociali obbligatori nella società per azioni
Inoltre, per quanto riguarda le società per azioni, l'art 2421 del Codice Civile, contenuto nel Libro Quinto, Titolo V, Capo V, Sezione VIII, statuisce quali sono gli ulteriori libri sociali obbligatori, in aggiunta a quelli già indicati dal citato articolo 2214. In particolare:
1. il libro dei soci nel quale vanno indicati distintamente per ogni categoria il numero ed il tipo delle azioni emesse dalla società, le generalità dei titolari delle azioni nominative ed i trasferimenti e vincoli a queste relativi ed i versamenti eseguiti;
2. il libro delle adunanze e delle deliberazioni delle assemblee sul quale debbono essere registrati in originale i verbali delle assemblee ordinarie nonché trascritti i verbali redatti per atto pubblico; vanno comunque documentate in tale libro sociale anche le assemblee nelle quali non siano state adottate deliberazioni o siano andate deserte;
3. il libro delle adunanze e delle deliberazioni del consiglio di amministrazione (nel sistema di amministrazione tradizionale e nel sistema monistico) o del consiglio di gestione (nel sistema dualistico);
4. il libro delle adunanze e delle deliberazioni del collegio sindacale (nel sistema tradizionale) ovvero del consiglio di sorveglianza (nel sistema dualistico) o del comitato per il controllo sulla gestione (nel sistema monistico), sul quale annotare i verbali delle riunioni di tali organi come anche gli accertamenti eseguiti dai singoli componenti e le dichiarazioni di dissenso di questi ultimi rispetto alle decisioni prese a maggioranza dall'organo di cui fanno parte;
5. il libro delle adunanze e delle deliberazioni del comitato esecutivo qualora quest'ultimo esista;

ed inoltre, qualora siano state emesse obbligazioni:
- il libro delle obbligazioni che riporta l'indicazione del numero e dell'ammontare delle obbligazioni emesse e di quelle estinte, il cognome e nome dei titolari delle obbligazioni nominative ed i trasferimenti e vincoli a queste ultime relativi nonché, in caso di obbligazioni convertibili le conversioni avvenute;
- il libro delle adunanze e delle deliberazioni delle assemblee degli obbligazionisti;

ed infine, qualora la società abbia costituito uno o più patrimoni destinati ad uno specifico affare,
- il libro degli strumenti finanziari emessi a supporto del patrimonio destinato ai sensi degli artt. 2447 ter, lett. e 2447 sexies c.c., indicante le caratteristiche, l'ammontare di quelli emessi e di quelli estinti, le generalità dei titolari di strumenti nominativi ed i relativi trasferimenti e vincoli sui medesimi.

I primi tre libri devono essere tenuti dagli amministratori o dai componenti del consiglio di gestione, così come il libro delle obbligazioni e degli strumenti finanziari; il quarto dal collegio sindacale o dal consiglio di sorveglianza o dal comitato per il controllo sulla gestione; il quinto dal comitato esecutivo; il libro delle adunanze e delle deliberazioni delle assemblee degli obbligazionisti è tenuto dal rappresentante comune.

### Ispezione dei libri sociali
L'art. 2422 c.c. dispone il diritto di esaminare i libri sociali ed estrarne copia a proprie spese:
- i soci hanno possono avere accesso al libro dei soci ed al libro delle assemblee; analogo diritto si ritiene che spetti al socio con riguardo al libro del c.d.a. al fine di impugnare le delibere di quest'organo lesive di diritti del socio (art. 2388 c.c.);
- il rappresentante comune degli obbligazionisti può accedere al libro delle obbligazioni ed al libro delle assemblee;
- il rappresentante comune dei possessori di strumenti finanziari ha accesso al libro di tali strumenti ed al libro delle assemblee;
- il singolo obbligazionista o il singolo portatore di strumenti finanziari hanno accesso rispettivamente al libro delle obbligazioni e al libro degli strumenti finanziari.

## I libri sociali obbligatori nelle società a responsabilità limitata
Nelle s.r.l. devono essere tenuti:
1. il Libro dei Soci, che indica generalità, partecipazioni, versamenti e variazioni dei soci (dal 2009 non più esistente e sostituito con una comunicazione fatta alla camera di commercio: l'art. 16 del D.L. 185/2009 convertito dalla Legge 2/2009, infatti, ha abolito il libro soci e il deposito annuale dell'elenco soci per le Società a Responsabilità Limitata e per le Società Consortili a Responsabilità Limitata. Gli effetti relativi all'iscrizione nel libro soci dei trasferimenti di quote saranno sostituiti dall'iscrizione nel Registro delle Imprese, non solo nei confronti dei terzi ma anche nei confronti della società. Entro il 30 marzo 2009, gli amministratori delle Società a Responsabilità Limitata e delle Società Consortili a Responsabilità Limitata [con esclusione delle Società Cooperative a Resp. Lim.] hanno presentato all'Ufficio del Registro delle Imprese un'apposita dichiarazione per integrare le risultanze del Registro delle Imprese con quelle del libro soci, e in particolare  la compagine sociale aggiornata con le informazioni relative al domicilio di ciascun socio e ai versamenti sulle singole quote.);
2. il Libro delle Decisioni dei Soci, dove vanno trascritti senza indugio i verbali delle assemblee, anche se redatti per atto pubblico, sia le decisioni prese mediante consultazione scritta o consenso espresso per iscritto, conservando la relativa documentazione;
3. il Libro delle Decisioni degli Amministratori, dove, in caso di Società Unipersonale, devono essere trascritti i contratti tra la società e l'unico socio perché siano opponibili ai terzi (altrimenti l'opponibilità può derivare da data certa anteriore al pignoramento);
4. il Libro delle Decisioni del Collegio Sindacale o del revisore, se nominati.

I primi libri devono essere tenuti dagli amministratori, l'ultimo a cura del sindaco o del revisore, se nominati.
Il Socio di S.r.l. ha un diritto di accesso molto più ampio che nella S.p.a., potendo consultare, anche tramite professionisti di fiducia, tutti i libri sociali e i documenti relativi all'amministrazione (art. 2476, 2° comma, c.c.).